# Червин (гмина)
Червин (пол. Czerwin) — сельская гмина (волость) в Польше, входит как административная единица в Остроленкский повет, Мазовецкое воеводство. Население — 5342 человека (на 2004 год).

## Демография
| Перепись                       | Всего   | Всего | Женщины | Женщины | Мужчины | Мужчины |
| ------------------------------ | ------- | ----- | ------- | ------- | ------- | ------- |
| Единицы                        | человек | %     | человек | %       | человек | %       |
| Население                      | 5342    | 100   | 2677    | 50,1    | 2665    | 49,9    |
| Плотность населения (чел./км²) | 31,2    | 31,2  | 15,6    | 15,6    | 15,6    | 15,6    |

## Сельские округа
1. Анджейки-Тышки
2. Бобин
3. Борек
4. Бучин
5. Хороманы-Витнице
6. Хруснице
7. Червин
8. Дамяны
9. Домбек
10. Нове-Добки
11. Вулька-Червиньска
12. Старе-Добки
13. Дзвонек
14. Филёхы
15. Гоцлы
16. Гродзиск-Дужы
17. Гродзиск-Весь
18. Гумки
19. Янки-Млоде
20. Ярнуты
21. Ксенжополе
22. Лады-Манс
23. Ляски-Шляхецке
24. Ляски-Влосчаньске
25. Нове-Малиново
26. Старе-Малиново
27. Пётрово
28. Писки
29. Помян
30. Серочин
31. Скаржын
32. Соколово
33. Стылёнги
34. Сухцице
35. Томаше
36. Тышки-Чёнгачки
37. Тышки-Гостеры
38. Тышки-Надборы
39. Виснево
40. Виснювек
41. Войше
42. Вулька-Серочиньска
43. Залуски
44. Заоже
45. Жохы

## Соседние гмины
1. Гмина Говорово
2. Гмина Острув-Мазовецка
3. Гмина Жекунь
4. Гмина Стары-Люботынь
5. Гмина Снядово
6. Гмина Трошин
7. Гмина Вонсево